# Глієр Рейнгольд Моріцевич
Гліє́р Ре́йнгольд (Ерне́ст) Мо́ріцевич (30 грудня 1874 (11 січня 1875), Київ, Російська імперія — 23 червня 1956, Москва, РРФСР, СРСР) — український композитор, диригент, педагог, музично-громадський діяч німецько-польського походження.

## Життєпис
Батько — німець Моріц Глієр (1835–1896), власник майстерні музичних інструментів
Мати — полька Юзефа (Жозефіна Вікентіївна) Корчак (1852–1937)
Навчався в Другій київській гімназії. Випускник (1894) і викладач Київського музичного училища (з 1956 р. носить ім'я Р. М. Глієра).
Серед його викладачів — скрипаль, диригент, військовий капельмейстер, відомий київський музичний педагог К. Воут, який в свою чергу був учнем чеського скрипаля О. Шевчика.
Закінчив Московську консерваторію (1900) по класу композиції М. Іполитова-Іванова, теоретичні предмети вивчав у А. Аренського, Г. Конюса, С. Танєєва, І. Гржималі.
Серед його приватних учнів — М. Мясковський і С. Прокоф'єв.
1913 — професор класу композиції, 1914–1919 — директор і викладач Київської консерваторії, до викладання в якій залучав багатьох відомих зарубіжних музикантів, зокрема, Павла Коханського.
Учні — Л. Ревуцький, Б. Лятошинський, С. Прокоф'єв, О. Мосолов та інші.
1920–1941 — професор Московської консерваторії. Доктор мистецтвознавства (1941), лауреат премії ім. М. Глінки (1908), Державних премій СРСР (1946, 1948, 1950), Народний артист Азербайджанської РСР (1934), Народний артист Узбецької РСР, народний артист РРФСР (1935), народний артист СРСР (1938).
Автор багатьох творів у різних жанрах, зокрема балетів «Червоний мак», «Мідний вершник», Концерту для голосу з оркестром, романсів, інструментальних композицій тощо.

## Глієр та Україна
Рейнгольд Глієр тривалий час жив у Києві по вул. Басейній № 6 (1876–1894, 1913–1914 і 1916–1920; будинок не зберігся) і вул. Кузнечній (вул. Антоновича) № 23 (1914–1916). Існувала також вулиця Глієра у с. Микільська Борщагівка (відома з 1-ї пол. ХХ ст. під назвою вул. Шкільна, назву «вул. Глієра» одержала у 1974 році. Ліквідована наприкінці 70-х рр. у зв'язку зі знесенням старої забудови). Нині у Києві також існує вулиця Рейнгольда Глієра.
Р. Глієр є автором ряду творів на українську тематику, зокрема це балет «Тарас Бульба» (1951–1952), симфонічна картина-балет «Запорожці» (1921), симфонічна поема «Заповіт» пам'яті Т. Шевченка (1939–1941), «Подражаніє Ієзекіїлю» (за віршем Т. Шевченка, 1918), музика до драматичних вистав «Іван Гус», «Гайдамаки» (1920) та містерії «Великий льох» (1919–1920) за поемами Т. Шевченка.
Впливи українських фольклорних джерел виявляються в творах: 1-й струнний квартет (1889), 1-а і 2-а симфонії, концерт для арфи з оркестром (1938), Концерт для голосу з оркестром, «Урочиста увертюра» (1937) та ін.; оркестрування і редагування опер «Наталка Полтавка», «Чорноморці» (1918–1920), інструментація сцен із опери «Тарас Бульба» (1920) М. Лисенка, кантати «Шевченкові» і драматичні картини «Гайдамаки» К. Стеценка.
Ім'я Рейнгольда Глієра носить муніципальна академія музики.

## Джерела

Меморіальна дошка на честь Рейнгольда Глієра, встановлена на приміщенні музичного училища у Києві, яке носить його ім'я (вул. Гетьмана Павла Скоропадського, 25)